# Сала (комуна)
Комуна Сала (швед. Sala kommun) — адміністративно-територіальна одиниця місцевого самоврядування, що розташована в лені Вестманланд у центральній Швеції.
Сала 96-а за величиною території комуна Швеції. Адміністративний центр комуни — місто Сала.

## Населення
Населення становить 21 613 чоловік (станом на вересень 2012 року). 
| Кількість населення комуни Сала за 1970-2010 роки | Кількість населення комуни Сала за 1970-2010 роки | Кількість населення комуни Сала за 1970-2010 роки | Кількість населення комуни Сала за 1970-2010 роки | Кількість населення комуни Сала за 1970-2010 роки |
| ------------------------------------------------- | ------------------------------------------------- | ------------------------------------------------- | ------------------------------------------------- | ------------------------------------------------- |
| Рік                                               |                                                   |                                                   | Населення                                         |                                                   |
| 1970                                              | 1970                                              |                                                   | 19 595                                            | 19 595                                            |
| 1975                                              | 1975                                              |                                                   | 20 421                                            | 20 421                                            |
| 1980                                              | 1980                                              |                                                   | 20 936                                            | 20 936                                            |
| 1985                                              | 1985                                              |                                                   | 21 000                                            | 21 000                                            |
| 1990                                              | 1990                                              |                                                   | 21 820                                            | 21 820                                            |
| 1995                                              | 1995                                              |                                                   | 22 074                                            | 22 074                                            |
| 2000                                              | 2000                                              |                                                   | 21 548                                            | 21 548                                            |
| 2005                                              | 2005                                              |                                                   | 21 446                                            | 21 446                                            |
| 2010                                              | 2010                                              |                                                   | 21 535                                            | 21 535                                            |
| Джерело: SCB                                      |                                                   |                                                   |                                                   |                                                   |

## Населені пункти
Комуні підпорядковано 7 міських поселень (tätort) та низка сільських, більші з яких:
- Сала (Sala)
- Меклінта (Möklinta)
- Ранста (Ransta)
- Сальбогед (Salbohed)
- Вестерфернебу (Västerfärnebo)
- Сетра-Брунн (Sätra brunn)
- Кіла (Kila)

## Галерея

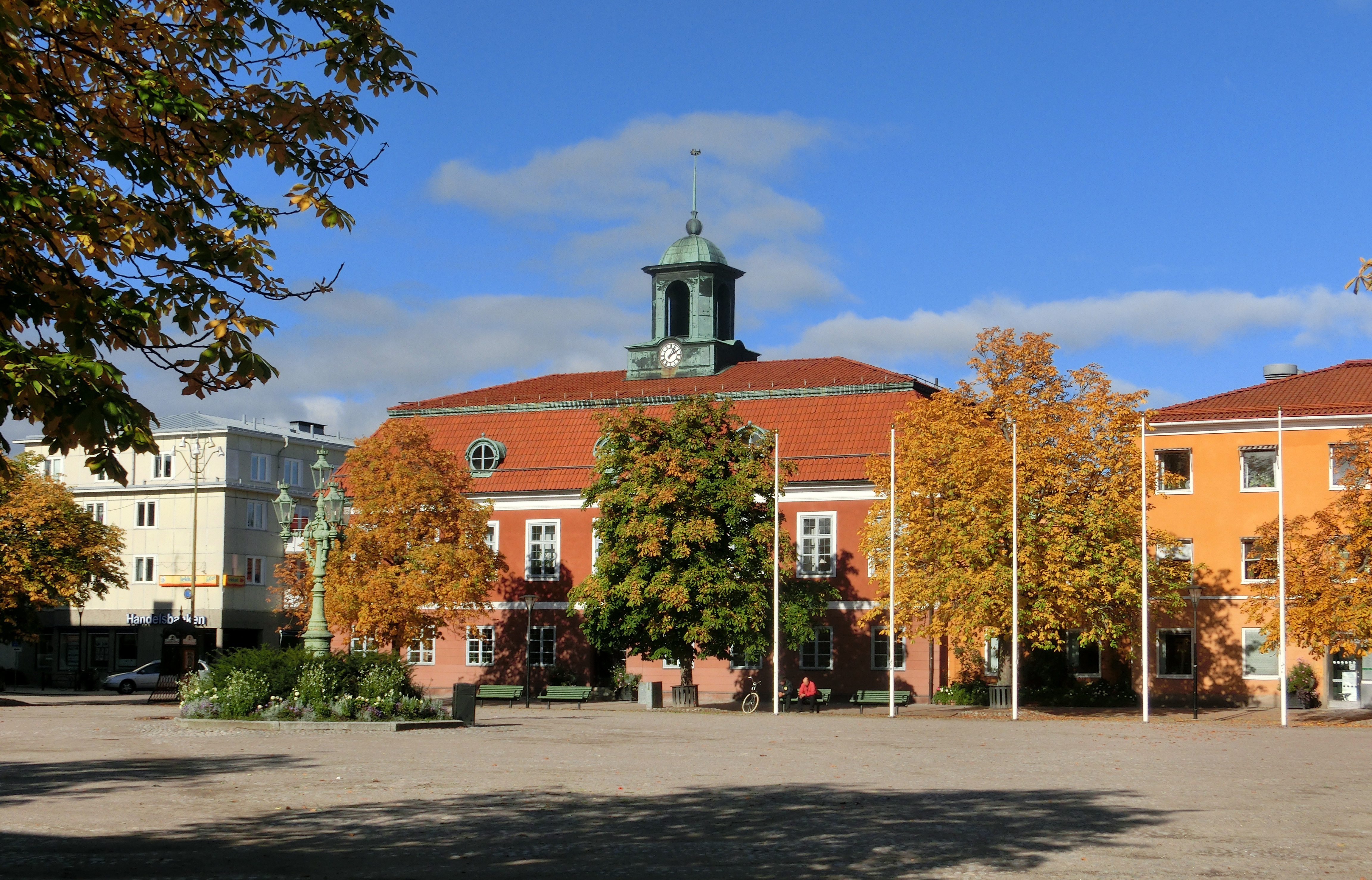
Ратуша (Сала)
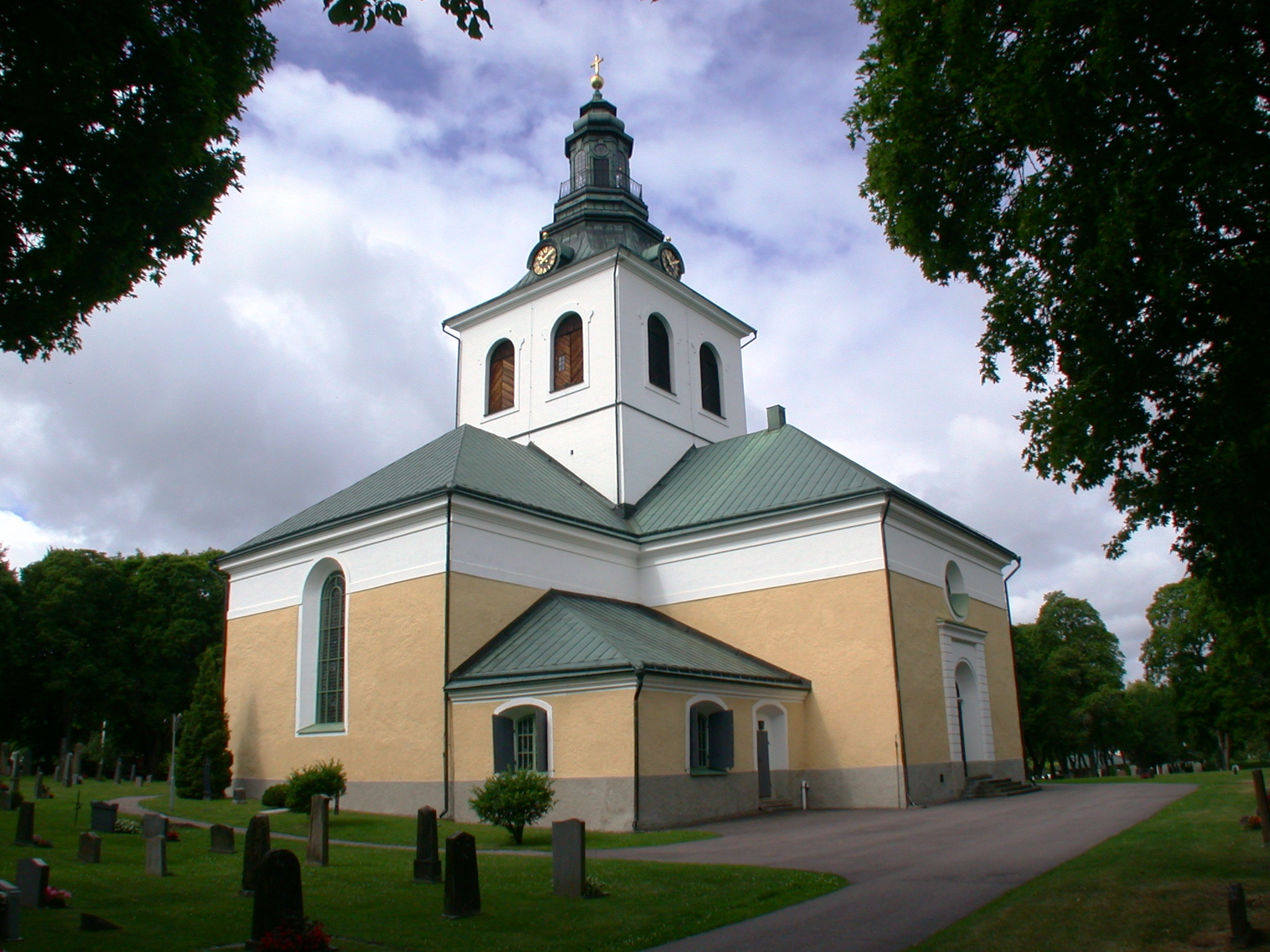
Церква (Вестерфернебу)
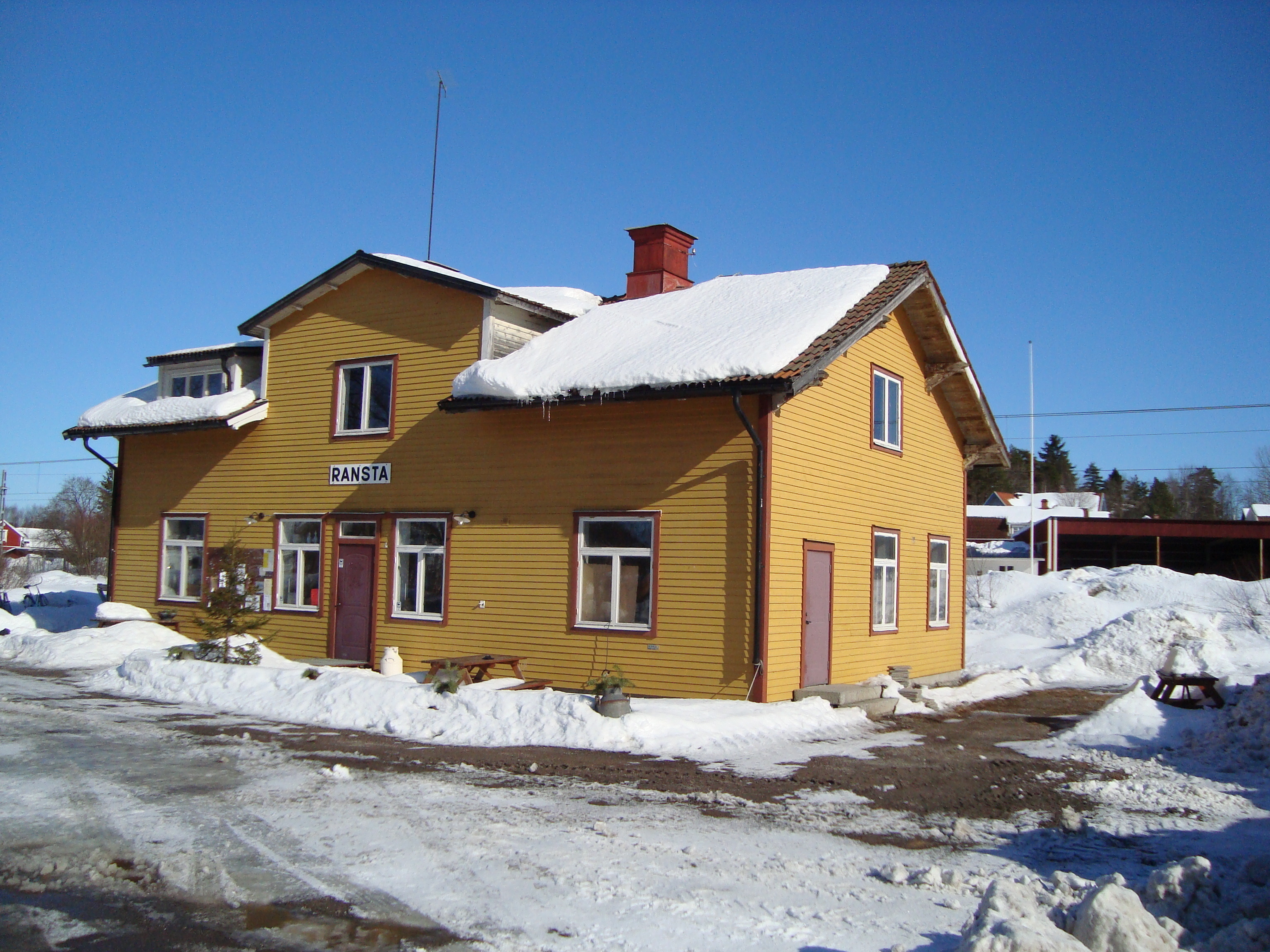
Залізнична станція Ранста
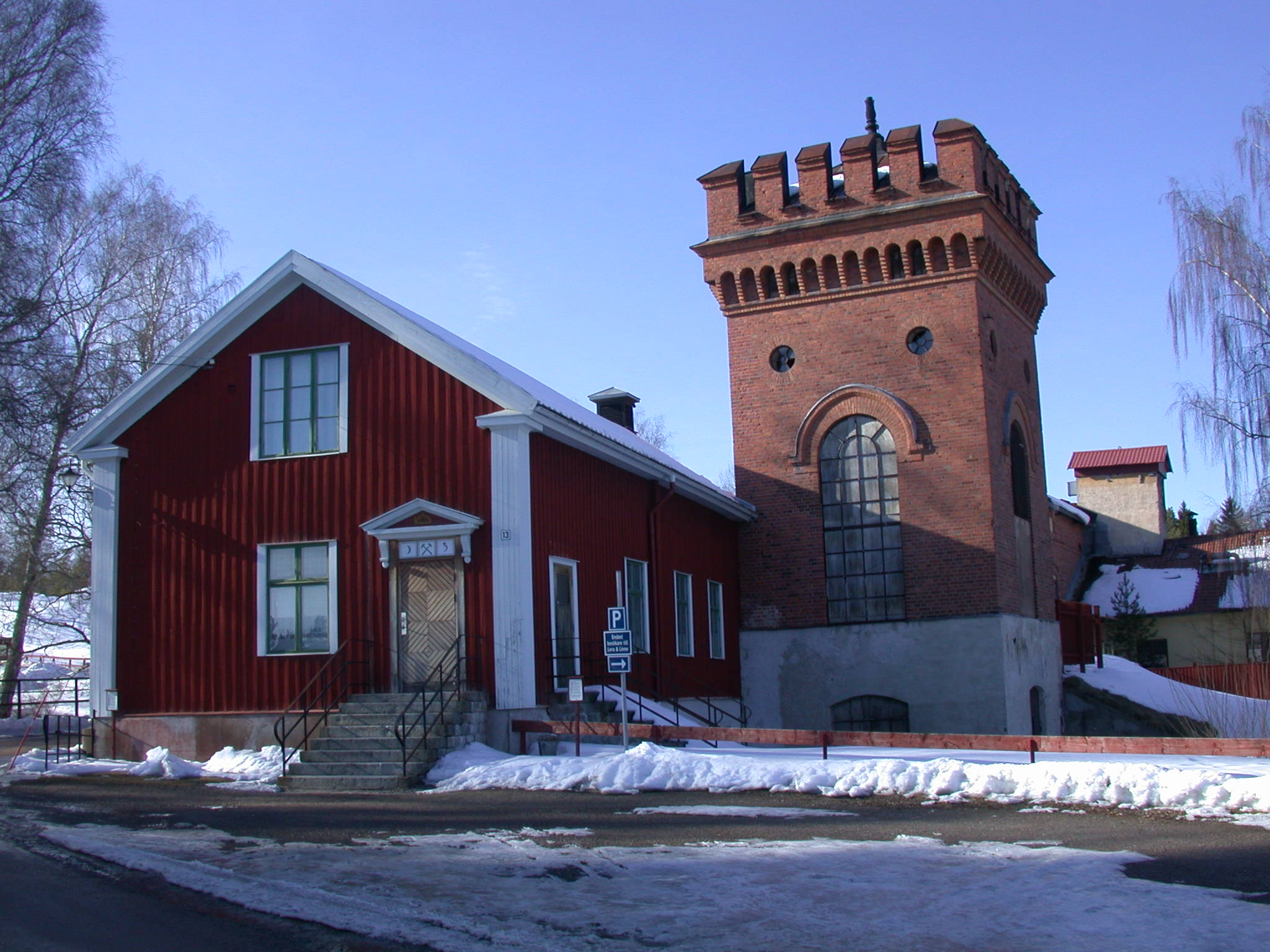
Копальня срібла (Сала)

## Виноски
1. ↑  Folkmangd i riket, lan och kommuner (шв.) . Центральне бюро статистики Швеції. Архів оригіналу за 20 серпня 2013. Процитовано 9 лютого 2013.